# Булановка (Ішимський район)
Була́новка (рос. Булановка) — присілок у складі Ішимського району Тюменської області, Росія.
Населення — 86 осіб (2010, 109 у 2002).
Національний склад станом на 2002 рік:
- казахи — 71 %
- росіяни — 28 %